# Meall Ghaordaidh
Meall Ghaordaidh är ett berg i Storbritannien.   Det ligger i kommunen Stirling och riksdelen Skottland, i den nordvästra delen av landet, 600 km nordväst om huvudstaden London. Toppen på Meall Ghaordaidh är 1 039 meter över havet, eller 496 meter över den omgivande terrängen. Bredden vid basen är 11,5 km.
Terrängen runt Meall Ghaordaidh är huvudsakligen kuperad.Runt Meall Ghaordaidh är det mycket glesbefolkat, med 4 invånare per kvadratkilometer. Närmaste större samhälle är Killin, 8,3 km sydost om Meall Ghaordaidh. Trakten runt Meall Ghaordaidh består i huvudsak av gräsmarker.